# Articulación atlanto-axial
La articulación atlanto-axial es una articulación en la parte superior del cuello entre el hueso del atlas y el axis, que son la primera y segunda vértebra cervical. Es una articulación pivotante.

## Estructura
La articulación atlanto-axial es una articulación entre el hueso del atlas y el axis, que son la primera y la segunda vértebra cervical. Es una articulación pivotante. Es de naturaleza complicada.
Existe una articulación pivotante entre la apófisis odontoides del axis y el anillo formado por el arco anterior y el ligamento transverso del atlas.

### Articulaciones laterales y medianas
Existen tres articulaciones atlanto-axiales: una mediana y dos laterales:
- La articulación atlanto-axial mediana se considera a veces una articulación triple:[2]
  - una entre la superficie posterior del arco anterior del atlas y la parte delantera de la apófisis odontoides
  - una entre la superficie anterior del ligamento y la parte posterior de la apófisis odontoides.
- La articulación atlantoaxial lateral implica la masa lateral del atlas y el axis.[3] Entre las apófisis articulares de los dos huesos hay a cada lado una articulación artrodial o deslizante.

### Ligamentos
Los ligamentos que conectan estos huesos son:
- Cápsulas articulares
- Ligamento atlantoaxial anterior
- Ligamento atlantoaxial posterior
- Ligamento transvero del atlas

### Cápsula
Las cápsulas articulares atlantoaxiales son gruesas y sueltas, y conectan los márgenes de las masas laterales del atlas con los de las superficies articulares posteriores del axis.
Cada una está reforzada en su parte posterior y medial por un ligamento accesorio, que se une por debajo al cuerpo del axis cerca de la base de la apófisis odontoides, y por encima a la masa lateral del atlas cerca del ligamento transverso.

## Importancia clínica
Debido a su proximidad al tronco cerebral y a su importancia en la estabilización, la fractura o la lesión de la articulación atlanto-axial pueden causar problemas graves. Los traumatismos y patologías más comunes son (pero no se limitan a):
- La apófisis odontoides: una depresión significativa en el cráneo puede empujar la apófisis odontoides hacia el tronco cerebral, causando la muerte. La propiaapófisis odontoides es vulnerable a la fractura debido a un traumatismo o a la osificación.
- Ligamento transversal: Si el ligamento transversal del atlas falla debido a un traumatismo o a una enfermedad, la apófisis odontoides deja de estar anclada y puede ascender por la columna cervical, causando parálisis. Si llega a la médula puede producirse la muerte.
- Ligamentos alares: el estrés o el traumatismo pueden estirar los ligamentos alares más débiles, provocando un aumento de la amplitud de movimiento de aproximadamente un 30%.
- Membrana atlanto-occipital posterior: los rasgos genéticos pueden provocar a veces una osificación, convirtiendo el surco en un foramen.

### Artritis
La Osteoartritis puede producirse en la articulación atlanto-axial. Se trata de la clásica fisiopatología, como la pérdida de cartílago articular, los osteofitos visibles con la radiografía y el engrosamiento del hueso con un espacio articular estrecho. El tratamiento conservador suele ser eficaz, e incluye analgésicos. La cirugía puede utilizarse en casos graves, y puede tener buenos resultados.

### Ampliación anormal

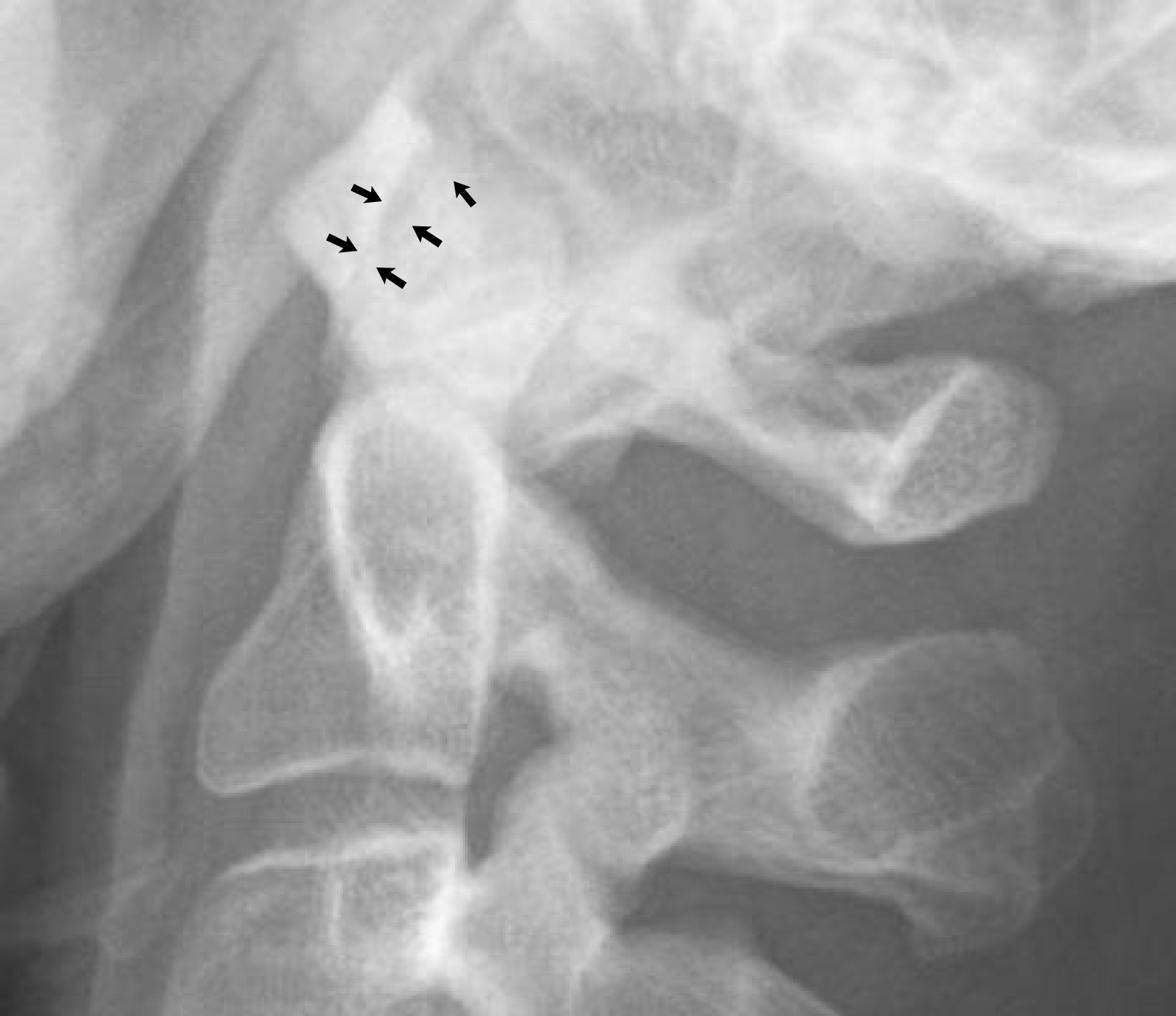
Articulación atlanto-axial normal en una radiografía de proyección.

Un ensanchamiento de la articulación atlanto-axial, medido entre la superficie posterior del arco anterior del atlas y la parte anterior de la apófisis odontoides, indica una lesión del ligamento atlantal transverso. Normalmente, esta distancia atlanto-axial es inferior a 2 mm, a veces se acepta un máximo de 3 mm en los hombres y 2,5 mm en las mujeres.